# Gastrochilus yunnanensis
Gastrochilus yunnanensis — многолетнее эпифитное трявянистое растение семейства Орхидные.
Вид не имеет устоявшегося русского названия, в русскоязычных источниках используется научное название Gastrochilus yunnanensis.

## Синонимы
По данным Королевских ботанических садов в Кью. 

Гомотипные синонимы:
- Saccolabium yunnanense (Schltr.) S.Y.Hu, 1973

Гетеротипные синонимы:
- Saccolabium monticola Rolfe ex Downie, 1925
- Gastrochilus monticola (Rolfe ex Downie) Seidenf. & Smitinand, 1963

## Биологическое описание
Миниатюрный эпифит монопоидального типа.

## Ареал
Южный Китай, Северный Лаос и Вьетнам.
В природе редок. Относится к числу охраняемых видов (II приложение CITES).

## В культуре
Наиболее предпочтительна посадка на блок.
Тёплая температурная группа.